# Apionsoma (Edmondsius) pectinatum
Apionsoma (Edmondsius) pectinatum is een soort in de taxonomische indeling van de Sipuncula (Pindawormen).
Het dier behoort tot het geslacht Apionsoma en behoort tot de familie Phascolosomatidae. De wetenschappelijke naam van de soort werd voor het eerst geldig gepubliceerd in 1867 door Keferstein.